# Uleåborgs luftvärnsbatteri
Uleåborgs luftvärnsbatteri eller Oulun ilmatorjuntapatteristo var ett luftvärnsförband inom finländska armén som verkat i olika former åren 1950–1989. Förbandsledningen är förlagd i Uleåborgs garnison i Uleåborg.

## Historik
Uleåborgs luftvärnsbatteri bildades som Tammerfors luftvärnsbatteri den 15 december 1950. Tammerfors luftvärnsbatteri var grupperat i Vatiala, ett distrikt i Kangasala i Tammerfors centraltätort. Den 28 augusti 1980 flyttade Tammerfors luftvärnsbatteri till Uleåborg, där luftvärnsbatteriet den 1 september 1980 antog namnet Uleåborgs luftvärnsbatteri. År 1989 upphörde Uleåborgs luftvärnsbatteri som ett självständigt förband, då det uppgick tillsammans med Rovaniemi luftvärnsbatteri och bildade Lapplands luftvärnsregemente. den 31 december 2014 upplöstes och avvecklades Lapplands luftvärnsregemente. Kvar av de två luftvärnsbatterierna, kvarstod endast Rovaniemi luftvärnsbatteri. Från och med den 1 januari 2015 uppgick Rovaniemi luftvärnsbatteri som en del i Jägarbrigaden. Detta på grund av den omorganisation som Försvarsmakten genomförde under åren 2012–2015.

## Förläggningar och övningsplatser
Åren 1950–1980 var luftvärnsbatteriet förlagt till Kangasala garnison, vilken grundats 1940 och fungerade som en flygmaterieldepå för försvarsmakten. Åren 1980–1989 var luftvärnsbatteriet till Uleåborgs garnison.

## Förbandschefer
- 1950–1989: ???

## Namn, beteckning och förläggningsort
| Tammerfors luftvärnsbatteri | 1950-12-15 | – | 1980-08-31 |
| Uleåborgs luftvärnsbatteri  | 1980-09-01 | – | 1989-??-?? |

| TampItPsto | 1950-12-15 | – | 1980-08-31 |
| OulItPsto  | 1980-09-01 | – | 1989-??-?? |

| Kangasala garnison (F) | 1950-12-15 | – | 1980-08-27 |
| Uleåborgs garnison (F) | 1980-08-28 | – | 1989-??-?? |